# Wielsbeke
Wielsbeke là một đô thị ở tỉnh Tây Flanders. Đô thị này gồm các thị trấn Ooigem, Sint-Baafs-Vijve and Wielsbeke proper. Tại thời điểm ngày 1 tháng 1 năm 2006, Wielsbeke có dân số 8.906 người. Tổng diện tích là 21,76 km² với mật độ dân số là 409 người trên mỗi km².

## Nhân vật nổi bật
- Jan Callewaert (sinh ở Wielsbeke, năm 1956), người sáng lập Option N.V.

## Liên kết ngoài

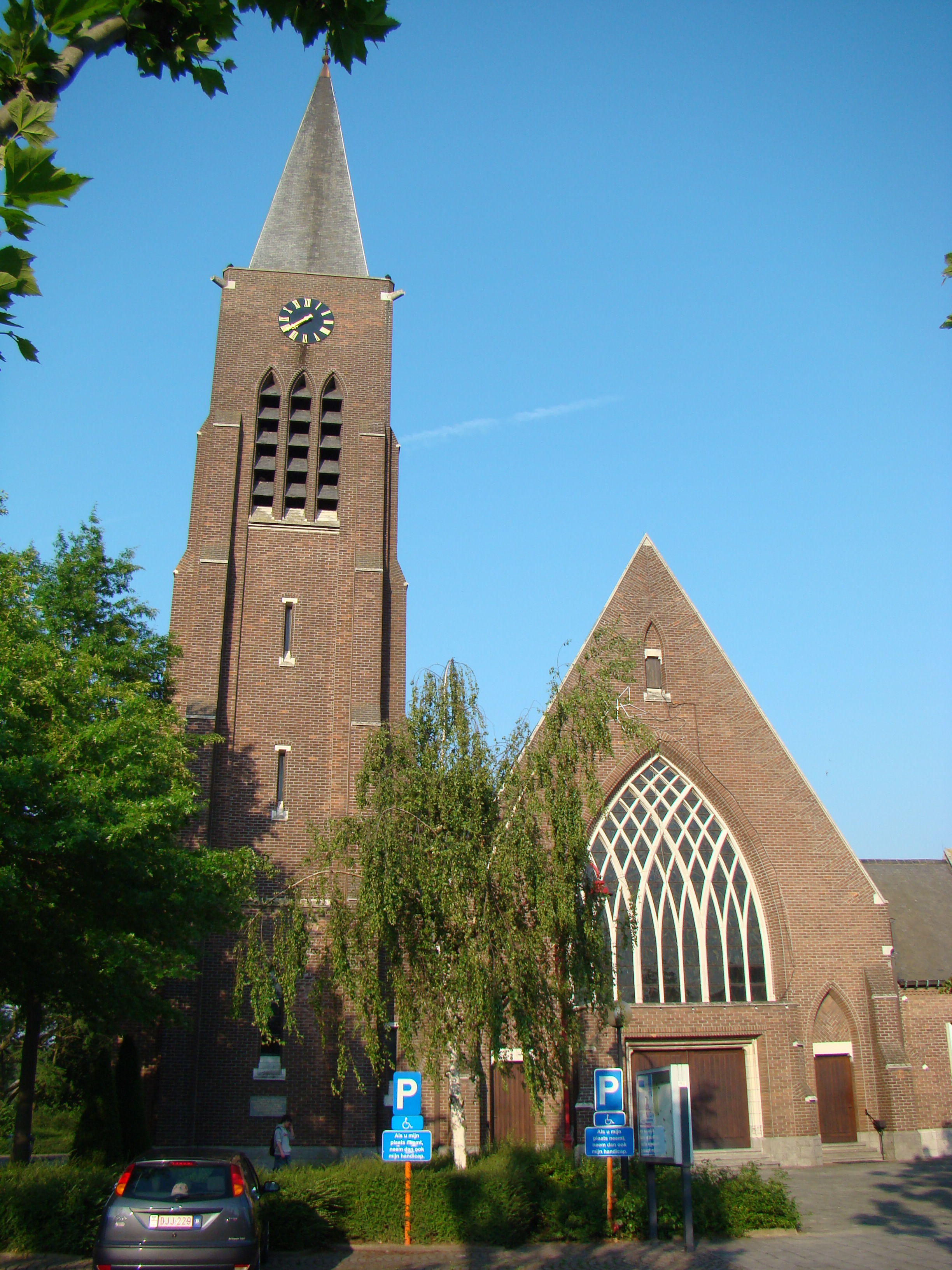
Giáo đường Sint Laurentius

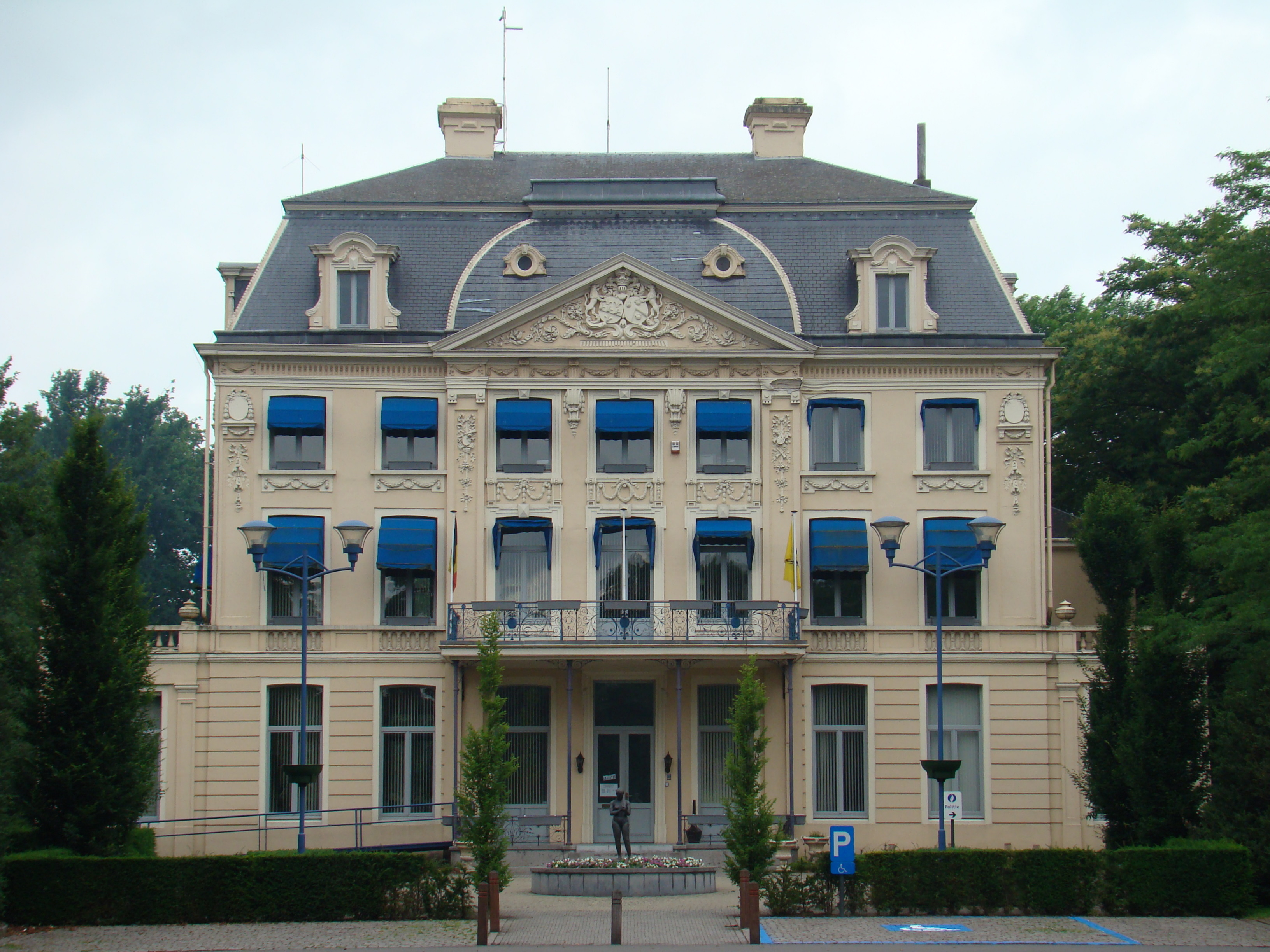
Lâu đài Hernieuwenburg, đang được sử dụng làm toà thị chính

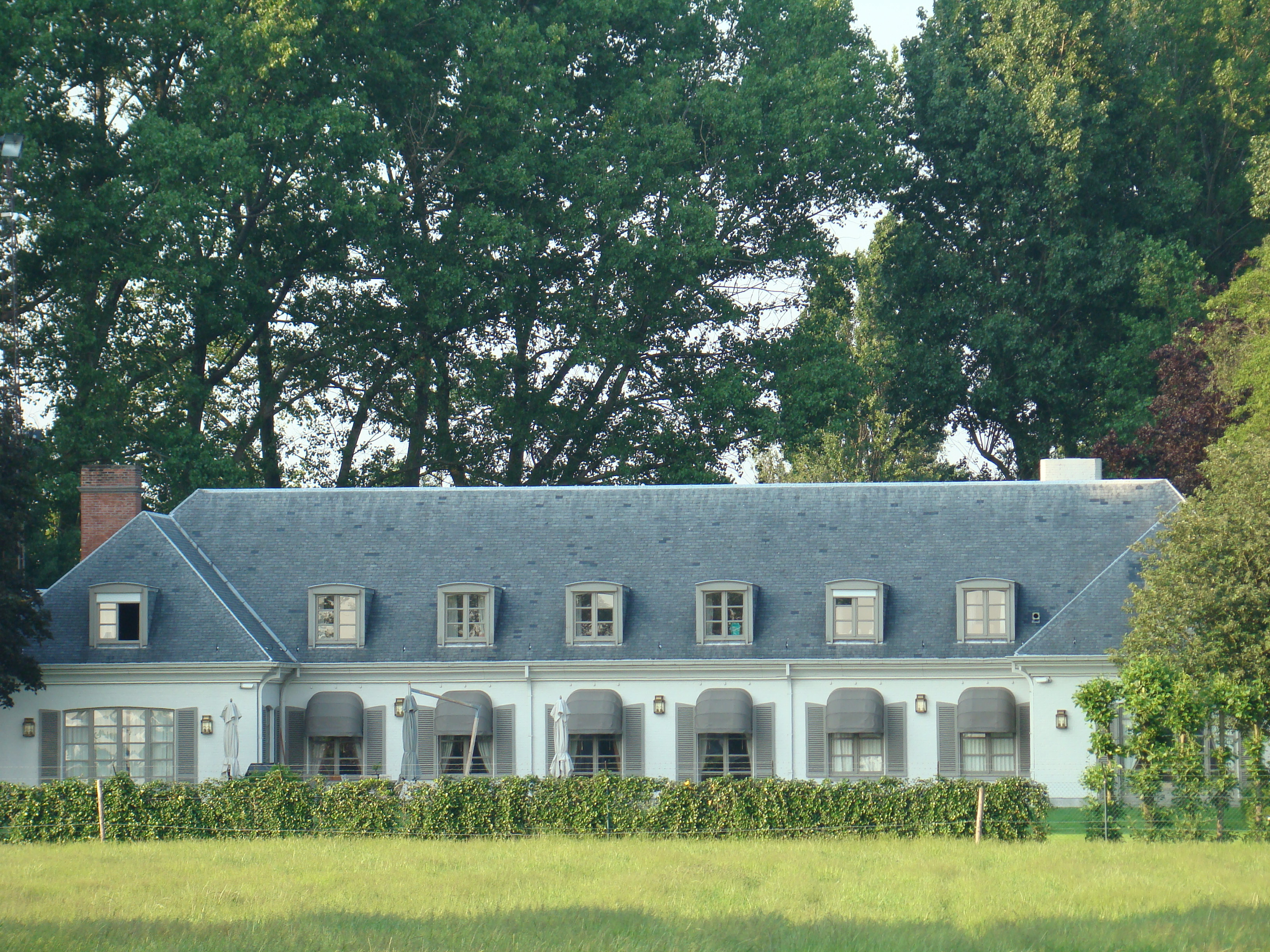
Ngôi nhà nơi sinh ra thế hệ hai của dòng họ De Clerck, những người sáng lậo Tập đoàn Beaulieu